# يو إس إس نورثامبتون (سي أيه-26)
يو إس إس نورثامبتون (سي إل/سي إيه-26) كانت السفينة الرائدة لفئة نورثهامبتون للطرادات، خدمت لصالح البحرية الأمريكية.